# ボスホート2号

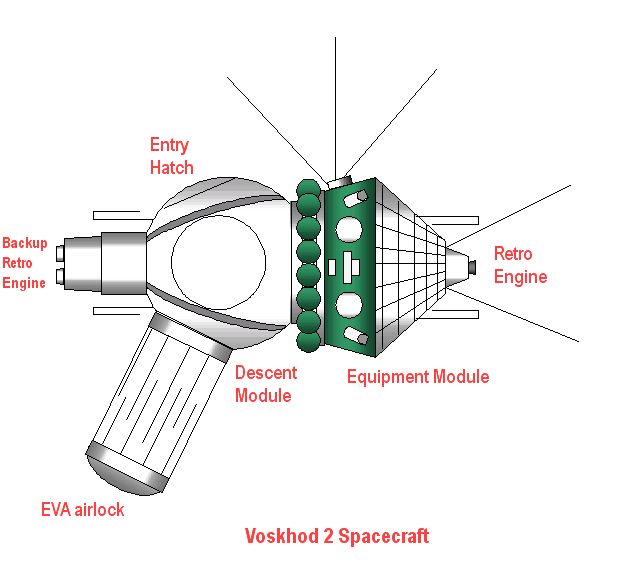
ボスホート2号

ボスホート2号（ボスホート2ごう、ロシア語:Восход-2、ラテン文字:Voskhod 2）とは、1965年に2人の宇宙飛行士を乗せて打ち上げられたソビエト連邦の有人宇宙船である。外部に通じるエアロックを備え、飛行中に世界初の船外活動（宇宙遊泳）が行われたが、帰還まで様々なトラブルに見舞われた。ボスホートはロシア語で日の出を意味する。コールサインは「アルマース（Алмаз、ダイアモンドの意）」。

## 宇宙船の設計
ボスホート宇宙船はボストーク宇宙船を改良し複数人が乗れるようになったもので、アメリカのジェミニ計画に対抗するものだった。機体はボストークと同じように帰還用のカプセルと機械船の2つのモジュールから構成されていた。帰還カプセルは実際に宇宙飛行士が乗る球形の与圧部分で、大気圏突入時の高温に耐えられるようになっていた。機械船にはロケットエンジンなどが装備されていた。大気圏突入前にはカプセルと機械船が分離され、カプセルのみが地上に軟着陸した。
ボスホート1号には宇宙飛行士が3人乗ったが、2号では船外活動のための伸縮式のエアロックを装備する代わりに乗員が2人に減らされた。船外活動はアメリカのジェミニ計画でも予定されていたが、こちらは宇宙船全体の空気を抜いた上で船外活動を行う設計だった。一方でボスホート2号は二重扉構造となった専用のエアロックを使用することで、船外活動中でも宇宙船内を与圧された状態に保つことができた。ただし、エアロックの使用中に万が一気密が失われた場合に備えて、船外活動を行わない宇宙飛行士も宇宙服を着用しなければならなかった。また、仮に船外活動を行っていた飛行士が意識を失った場合は、船内に残ったパートナーが救助に向かう計画だった。

## 飛行の準備
ボスホート2号の船長としてパーヴェル・ベリャーエフ、船外活動要員としてアレクセイ・レオーノフが選ばれ、2年間に渡る訓練が始まった。無重力で宇宙遊泳中の作業の手順を確認するため、急降下する飛行機の中で繰り返し訓練が行われた。ボスホート2号の打ち上げに向けての準備の途中、ニキータ・フルシチョフ書記長が失脚するという事件が起きたが、計画に大きな変更はなかった。
1965年2月22日、実際の飛行に先立って宇宙船と宇宙服の安全を確認するため無人の同型機が打ち上げられ、コスモス57号と名づけられた。各種機能の実証が行われる予定だったが、地上から誤った方法でコマンドが送信されたため、自爆装置が作動して本格的な活動の前に破壊された。同型機のストックはなく、試験飛行をやり直すためには新しいボストーク宇宙船を製造する必要があったが、そのためにはしばらく時間がかかり、アメリカが先に世界初の宇宙遊泳を行う可能性が高まった。
この事故を受けて計画の関係者が急遽バイコヌール宇宙基地に集結した。当時のソ連の宇宙開発の主導者だったセルゲイ・コロリョフはボスホート2号に乗る予定だったレオーノフとベリャーエフと相談を行った。レオーノフらは自信と信念に満ちており、リスクを覚悟で試験飛行なしでの打ち上げに同意したという。なお、エアロックについては3月に打ち上げられたコスモス59号でテストが行われたが、宇宙服のテストは行われないまま本番を迎えた。

## ミッションの進行

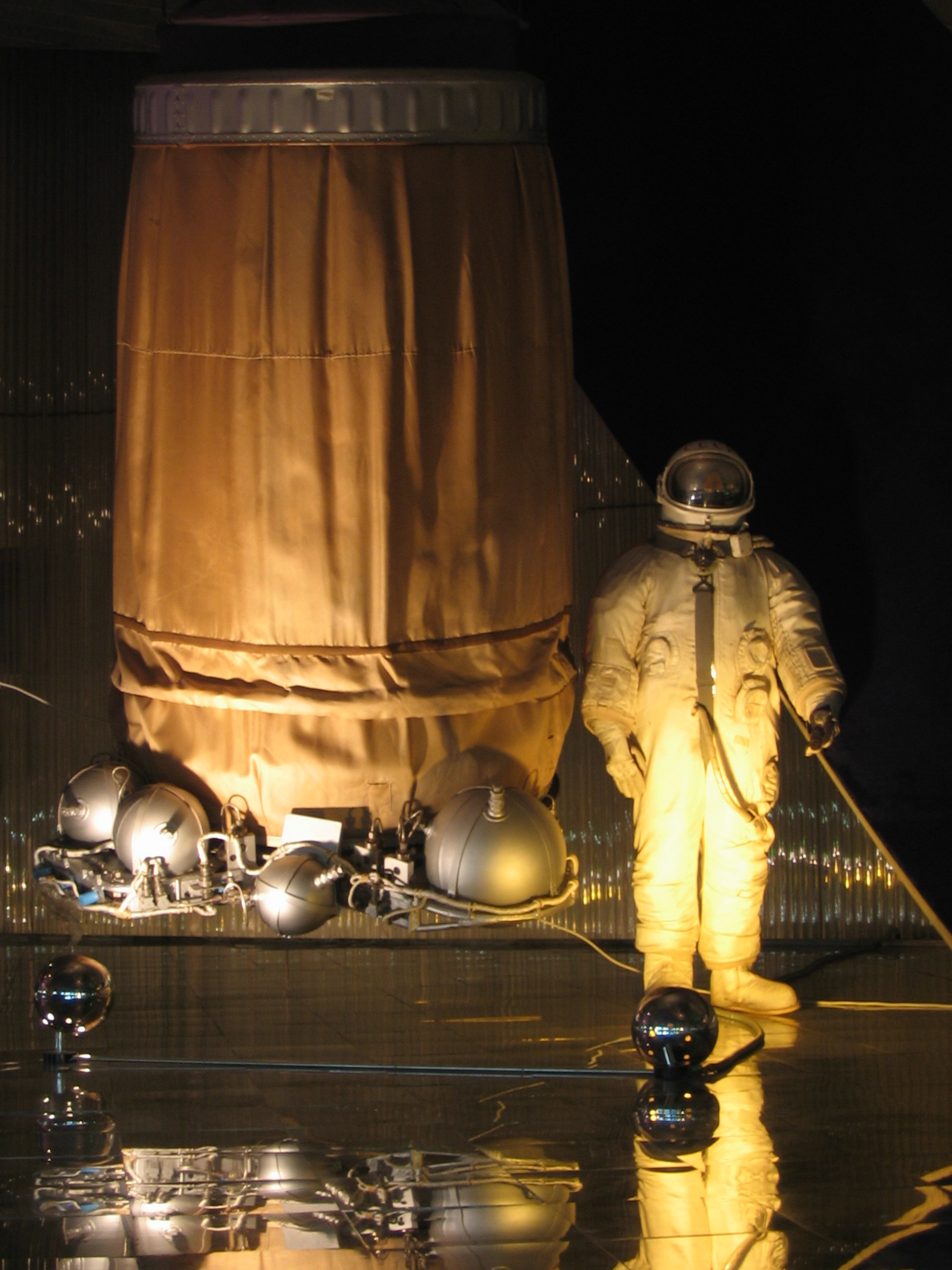
地上に展示されるエアロックと宇宙服

ボスホート2号の打ち上げは、1965年3月18日午前7時 (UTC) に行われた。打ち上げにはボスホート11A57ロケットが使用された。飛行は順調に進み、ボスホート2号は地球周回軌道に投入された。船外活動は飛行の初期段階で行われる計画だった。

### 船外活動
周回軌道に入ってまもなく、ベリャーエフは地上に船外活動開始の許可を申し出、受理された。伸縮式のエアロックには空気が送り込まれ、内部に人が入れる大きさまで膨張した。レオーノフは二重扉になったエアロックに入り、エアロックとカプセルを隔てるハッチを閉じた。エアロック内が真空になり、機能のチェックが終了すると、宇宙空間へ通じるハッチが開かれた。レオーノフはこの状態で地上からの許可が下りるまで待機していた。
やがて地上から指示が出たため、レオーノフは足で宇宙船を蹴り、宇宙空間に飛び出した。世界初の宇宙遊泳が行われた瞬間だった。この様子は宇宙船に取り付けられたカメラによって撮影され、数分遅れでソビエト国内に放送されていた。船外活動中にはブレジネフ書記長らソ連の首脳から祝福のメッセージが送られた。船外活動が人体に予期せぬ影響を及ぼすことが懸念されていたが、レオーノフの気分は良好だった。
やがて予定していた時間が経過し、レオーノフは宇宙船に戻ろうとした。しかしこの時になって初めて、レオーノフは自身の宇宙服が異常に膨らんでいることに気づいた。緊急事態を受けてソビエト国内での船外活動の放送は中断された。彼はエアロックに予定通り足から入り込むことが不可能と判断し、頭から突っ込む形で潜り込んだ。さらに宇宙服内の酸素を少し抜いて膨張の緩和に努めた。続いて狭いエアロックの中で体を反転させ、エアロックと宇宙空間を結ぶハッチを閉じた。レオーノフは生還することができたが、一連の非常事態のためひどく緊張し汗だくになっていた。

### 帰還まで
宇宙遊泳の次の任務は不要となったエアロックを切り離すことだった。船外活動から一時間半後、エアロックとカプセルの間に取り付けられた爆薬が点火され、切り離しが行われた。だが同時に宇宙船が回転を始めてしまった。この回転は21秒に1回の速さで、致命的な回転速度ではなかったが、宇宙船が地球の昼の側を飛んでいる間は窓から定期的に強い太陽光が差し込むことになったため、乗員にとってストレスとなった。
しばらくすると船内の酸素濃度が上昇するという別の問題が発生し、火災・爆発の危険が出てきた。地上からの指示に従って乗員が対処を行うと酸素濃度の上昇は止まり、やがてバルブが動作して酸素を逃がし始めたため、この問題は無事に乗り切ることができた。それからは、宇宙船の回転は続いていたものの、比較的順調に飛行が進んだ。
ボスホート2号は予定していた飛行期間を終え、地球へ帰還するため自動帰還システムが起動された。宇宙船の回転は止まった。しかし軌道から離脱するための逆噴射を行う直前になってシステムが異常をきたし、自動での帰還は諦められた。ベリャーエフとレオーノフは手動で設定を行い、逆噴射を実行した。宇宙船は軌道を離れ大気圏に突入したが、本来なら分離されるはずの機械船が帰還カプセルに結合したままだったため、カプセルは予想外の強い加速度を受けることになった。しばらくすると大気の衝突で機械船の結合が切れ、正常な状態に戻った。パラシュートや軟着陸用ロケットは順調に作動し、カプセルはシベリア奥地のタイガに着陸した。
実際の着陸地点は予定地点から2,000km（英語版では386kmになっている）も離れていたため、救援隊が駆けつけるにはしばらく時間がかかった。1日目には飛行機から救援物資が投下されるのみだった。2日目には救援隊と合流し、その場で夜を過ごした。3日目になってようやくヘリコプターの着陸場所が確保され、飛行機を乗り継いでバイコヌール宇宙基地へ戻ることができた。

## その後
ボスホート2号の船外活動によって、宇宙服さえ適切に設計されていれば、人間は宇宙空間で活動可能なことが実証された。搭乗したレオーノフとベリャーエフは中佐に昇進し、ソ連邦英雄の称号が与えられた。飛行中のトラブルは一般には公表されず、宇宙開発関係者の内部で処理された。当時、船外活動は技術的なハードルの高いものだと思われていたため、アメリカをはじめとする西側諸国はボストーク1号以来の強い衝撃を受け、相次ぐソ連の成功に危機感を募らせた。
アメリカ合衆国は1965年6月に打ち上げるジェミニ4号で船外活動を予定していた。当初の内容は宇宙船から体を乗り出すだけという慎重なものだったが、ボスホート2号の成功を受けて予定を変更し、23分間に渡って本格的な船外活動を行った。アメリカのジェミニ宇宙船が12号まで打ち上げられたのに対し、ソ連のボスホート3号以降の飛行は全てキャンセルされた。以降両国は月有人飛行競争に突入し、ソ連はソユーズ・ゾンド宇宙船、アメリカはアポロ宇宙船を開発した。最終的に競争に勝利したのはアメリカだった。
ベリャーエフはアポロ11号・12号の成功から間もない1970年に、病気のため若くして死亡した。レオーノフは、月競争終了後の1975年に行われたアメリカ・ソ連共同のアポロ・ソユーズテスト計画に、ソ連側のソユーズ19号船長として参加している。
ソビエトの宇宙飛行士はタイガに着陸して救援を待つことを想定し、野生動物からの自衛や狩猟用としてマカロフ PMを含むサバイバルキットを装備していたが、ボスホート2号の乗員が実際に使用したところ十分な性能を発揮できなかったことから、新規開発されたTP-82を含む新型キットSONAZ（露: СОНАЗ）に更新された。